# Trioza tericeps
Trioza tericeps är en insektsart som beskrevs av Leonard D. Tuthill 1943. Trioza tericeps ingår i släktet Trioza och familjen spetsbladloppor. Inga underarter finns listade i Catalogue of Life.